# Holzhausen an der Haide
Holzhausen an der Haide è un comune di 1.192 abitanti della Renania-Palatinato, in Germania.
Appartiene al circondario (Landkreis) del Rhein-Lahn-Kreis (targa EMS) ed è parte della comunità amministrativa (Verbandsgemeinde) di Nastätten.
Diede i natali all'ingegnere Nikolaus August Otto.